# Notre-Dame-de-l’Assomption (Taverny)

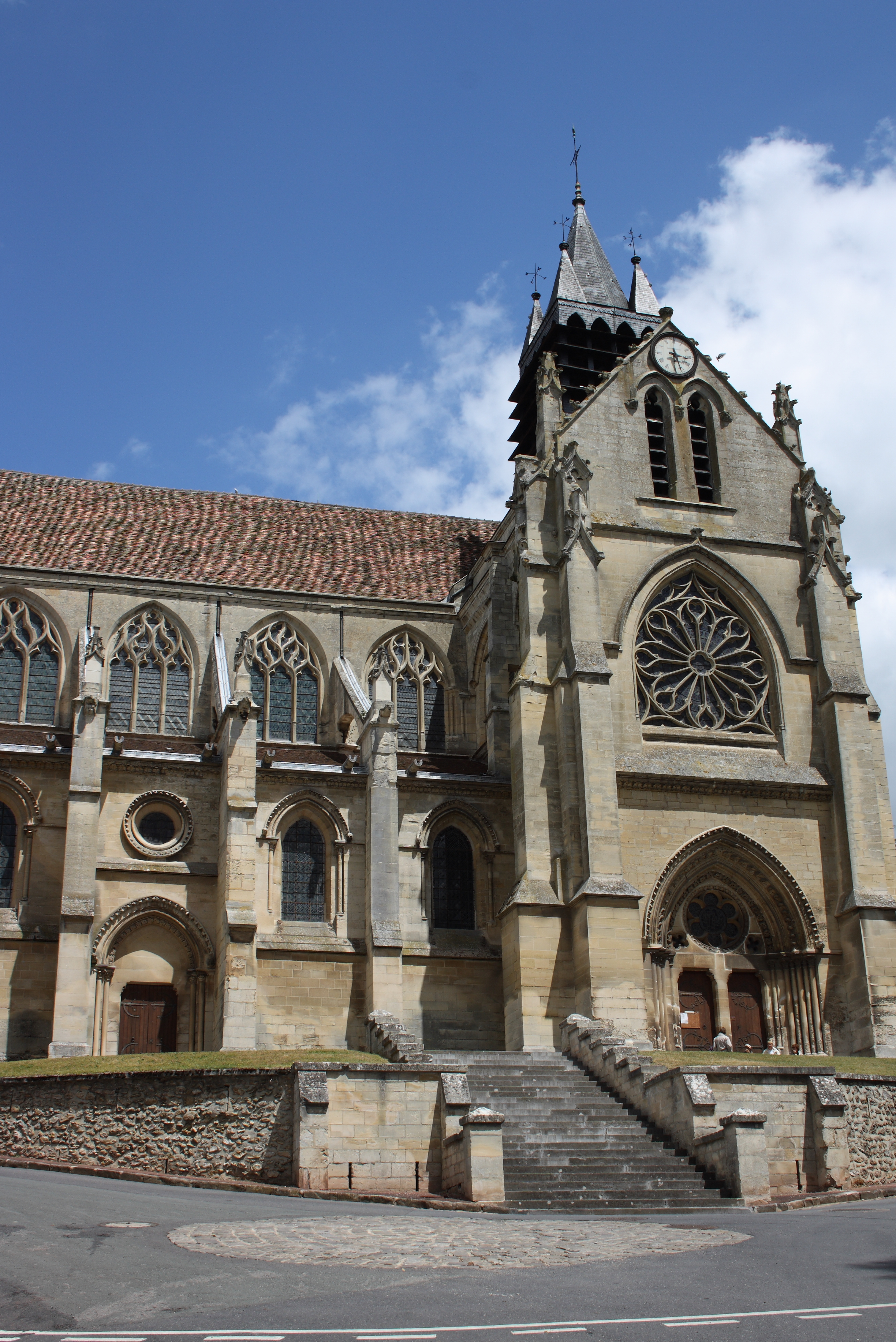
Notre-Dame-de-l’Assomption in Taverny, Ansicht von Süden

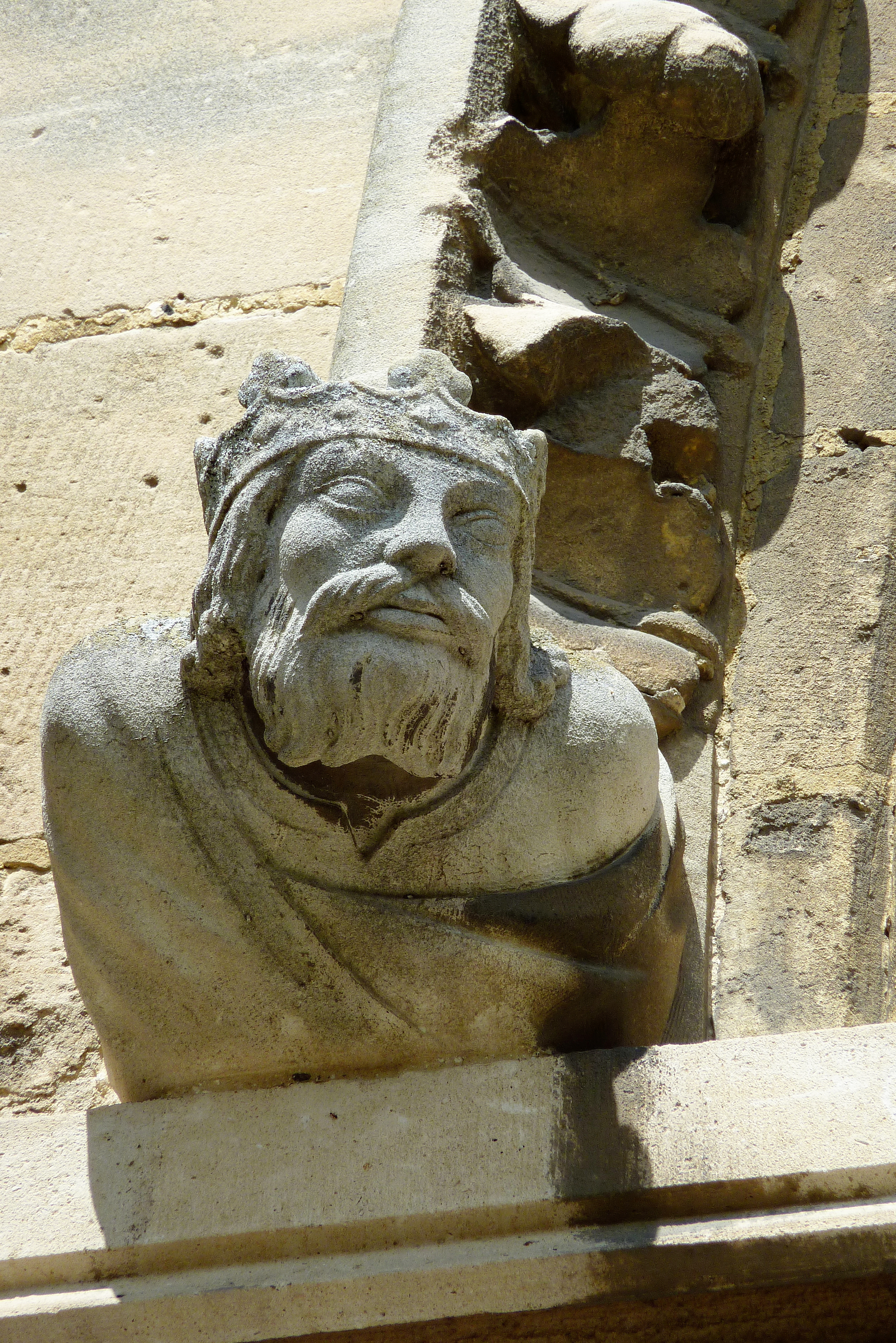
Konsole an der Südfassade

Die katholische Pfarrkirche Notre-Dame-de-l’Assomption in Taverny, einer Gemeinde im Département Val-d’Oise in der französischen Region Île-de-France, wurde zu Beginn des 13. Jahrhunderts im gotischen Baustil errichtet. Seit 1846 steht die Kirche als Monument historique auf der Liste der Kulturdenkmäler in Frankreich.

## Geschichte
Der Bau der Kirche wird auf Mathieu II. de Montmorency (1184–1230) zurückgeführt, den großen Connétable, der sie in der Nähe seiner Burg in Taverny errichten ließ. Unter seinem Sohn Bouchard IV. wurden die Bauarbeiten fortgeführt und vermutlich vollendet. Dieser hinterließ, wie aus einer Schenkungsurkunde von 1237 hervorgeht, einen Geldbetrag für die Fertigung der Bleiglasfenster. Die Kirche wurde Maria und dem Apostel Bartholomäus, dem Schutzpatron der Gerber und Metzger, von dem die Kirche wohl Reliquien besaß, geweiht.
Im 14. Jahrhundert stiftete der französische König Philipp VI. von Valois (1293–1350) das Südportal. Er erfüllte damit ein Gelübde, das er während der Krankheit seines Sohnes, des späteren Königs Johann II. des Guten, abgelegt hatte. Dieses Portal wurde deshalb als Porte du Roi Jean (Portal des Königs Johann) bezeichnet. Im 15. Jahrhundert wurde ein hölzerner Glockenturm auf das südliche Querhaus aufgesetzt.
Während der Französischen Revolution wurde die Kirche zum Tempel der Vernunft. Ein großer Teil der Ausstattung und der Fenster wurde damals zerstört. Zwischen 1867 und 1878 wurden Nachahmungen der alten Fenster geschaffen und anstelle der zwischenzeitlich zugemauerten Öffnungen eingesetzt.

## Architektur

### Außenbau
Den Haupteingang der Kirche bildet das Portal des südlichen Querhauses, die Porte du Roi Jean aus dem 14. Jahrhundert. Darüber befindet sich, von einer spitzbogigen Öffnung umrahmt, eine Rosette. Das Chorhaupt besteht aus einer Hauptapsis mit Siebenachtelschluss und zwei seitlichen Apsiden. Die Westfassade ist von mächtigen Strebepfeilern eingefasst. Sie ist von Spitzbogenfenstern und im Giebel von einem großen Rundfenster durchbrochen. Wie die beiden Portale der Südseite ist das Westportal als Stufenportal gestaltet. Die Archivolten der Fenster und Portale sind mit Ornamenten aus Blattwerk oder geometrischen Motiven verziert. Sie enden in Konsolen in Form männlicher oder weiblicher Köpfe.

### Innenraum
Das Langhaus ist dreischiffig und in vier Joche unterteilt. Der dreigeschossige Aufriss mit hohen, spitzbogigen Arkaden im Erdgeschoss, dem Triforium darüber und den großen Obergadenfenstern ist typisch für die gotische Architektur. Ungewöhnlich ist die Durchfensterung des Triforiums über der Orgelempore im Westen.

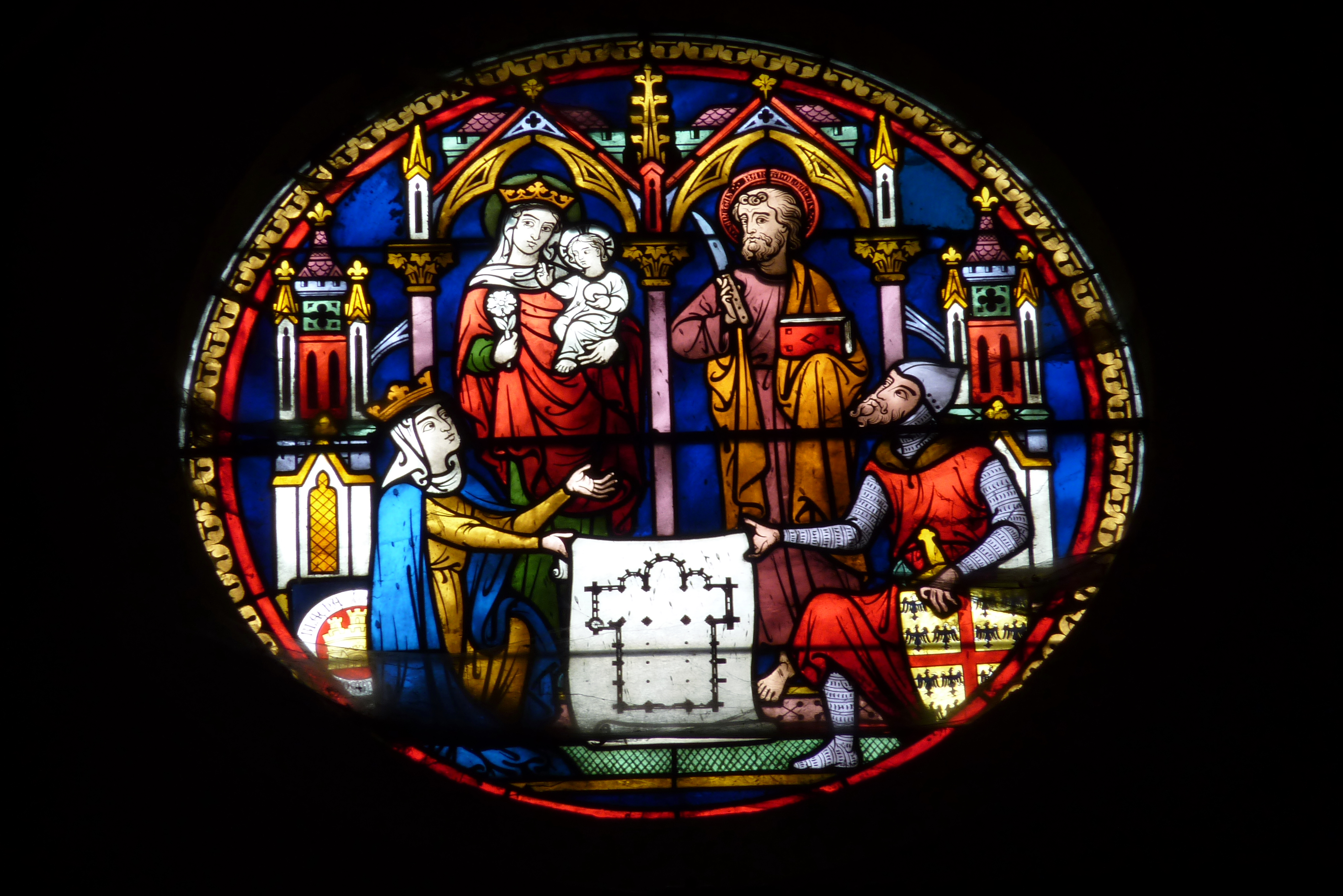
Rundfenster über dem Bartholomäus-Portal, Blanka von Kastilien und Mathieu II. von Montmorency mit dem Plan der Kirche

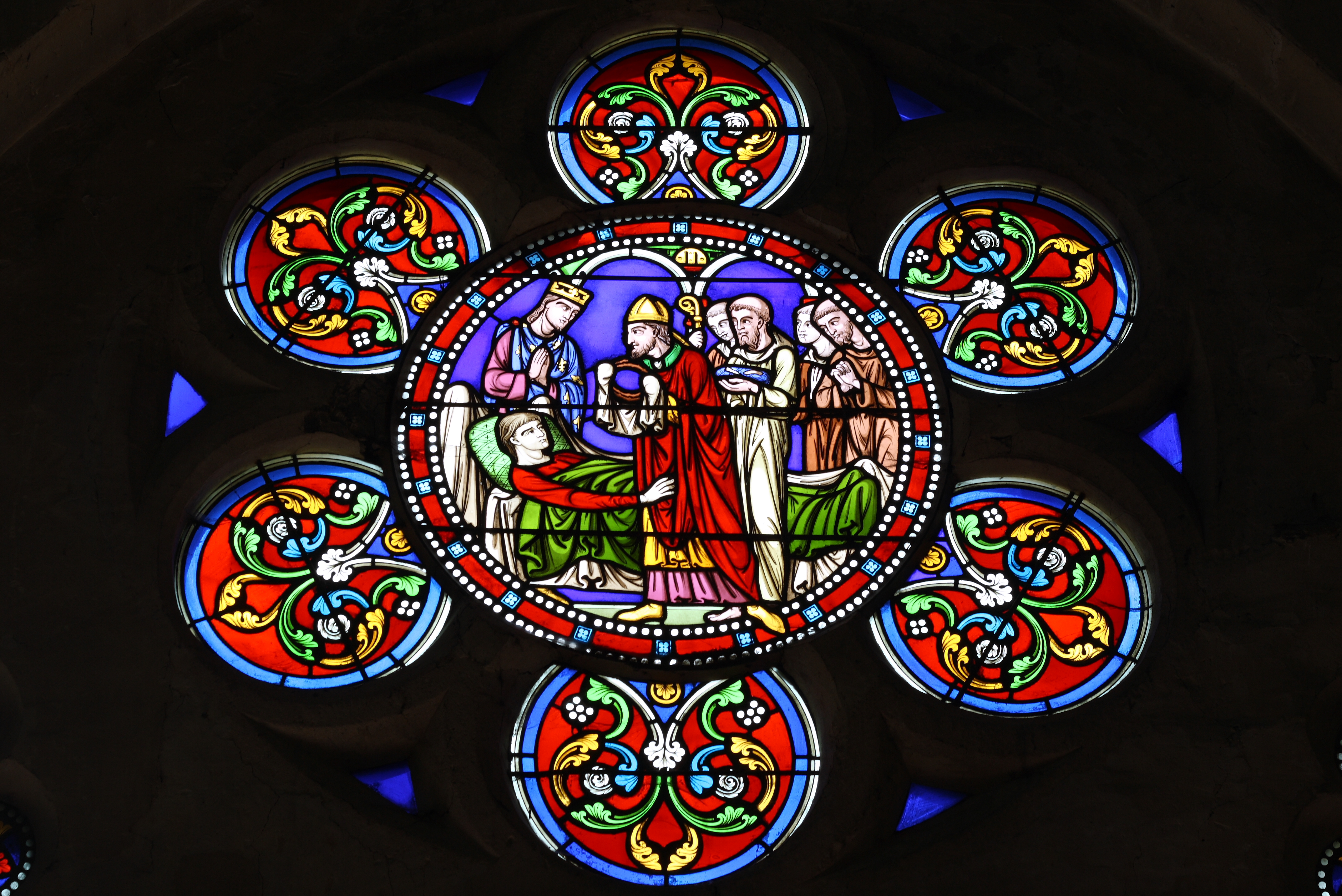
Rundfenster im Tympanon der Porte du Roi Jean, Genesung von Johann II. dem Guten

## Bleiglasfenster
Die Bleiglasfenster der Kirche stammen aus dem 19. Jahrhundert. Ein Fenster trägt die Signatur A. LUSSON PARIS 1863.
Das Rundfenster von 1869 im Tympanon des großen Südportals erzählt die Geschichte der Genesung des späteren Königs Johann II. des Guten, der 1335 im Alter von sechzehn Jahren in Taverny schwer erkrankte. Johann wird im Bett liegend dargestellt, daneben sein Vater Philipp VI. Um das Bett stehen Mönche aus der Abtei Saint-Denis und Chorherren von Notre-Dame, die Reliquien bei sich haben, einen Nagel vom Kreuz Christi, ein Fragment der Dornenkrone und einen Finger des hl. Dionysius. Nach der Legende wurden diese Reliquien zwei Wochen in der Kirche ausgestellt, worauf die Heilung des Königssohnes erfolgte. Entsprechend seinem Gelübde stiftete Philipp VI. der Kirche das monumentale Südportal.
Das Rundfenster über dem kleineren Portal der Südseite, dem Bartholomäus-Portal, stammt von 1882. Es stellt Blanka von Kastilien dar, die Mutter von König Ludwig dem Heiligen, der Mathieu II. de Montmorency den Plan der Kirche präsentiert. Dahinter stehen die Schutzpatrone der Kirche, Maria und der Apostel Bartholomäus.

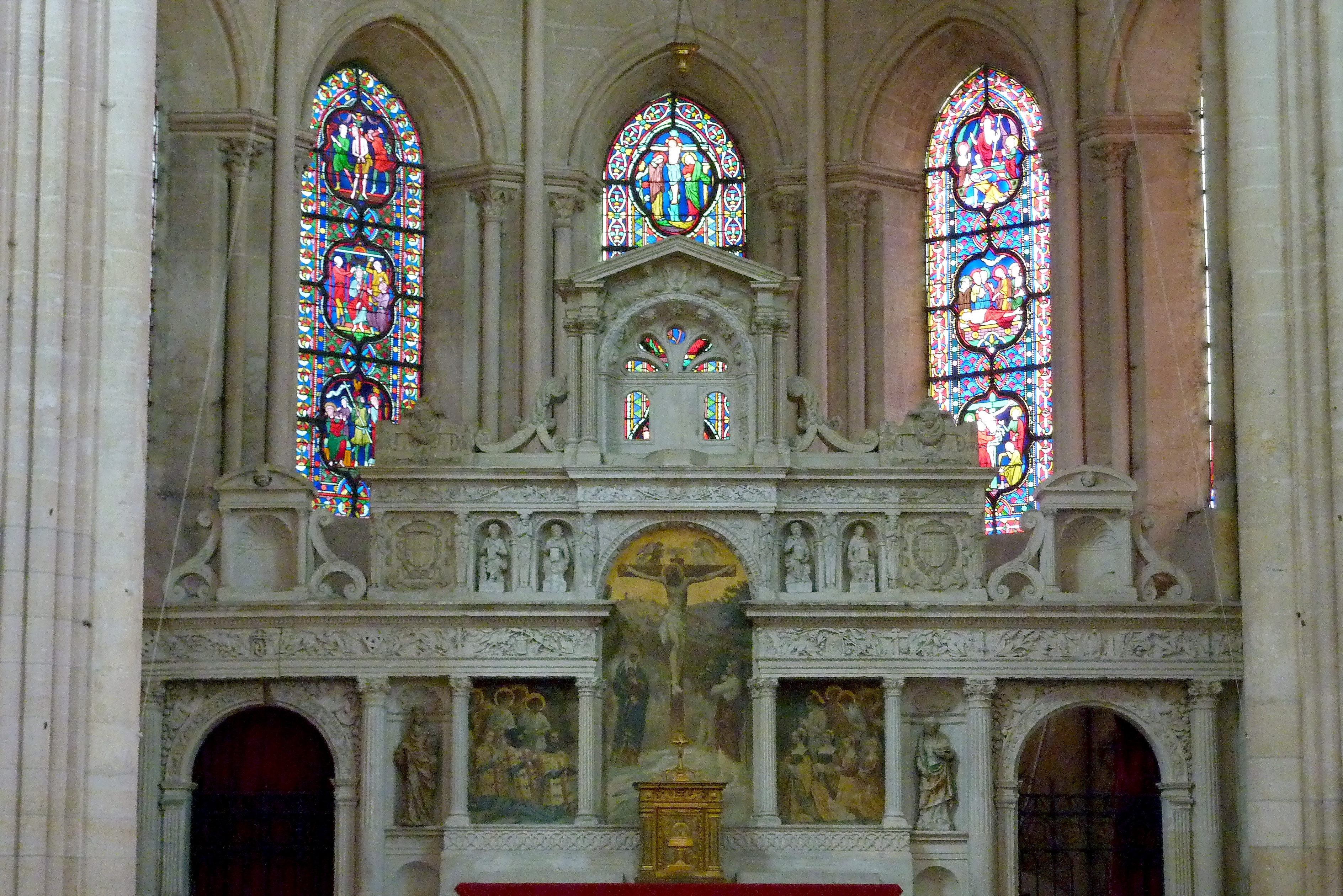
Altar aus dem 16. Jahrhundert

## Ausstattung
- Auffälligstes Ausstattungsstück der Kirche ist ein steinerner Altar aus dem 16. Jahrhundert. Vermutlich war er ein Geschenk des Connétable Anne de Montmorency (1493–1567). Er ist mit Arabesken und Girlanden im Stil der Renaissance verziert und trägt die Monogramme von Heinrich II. und von Katharina von Medici sowie die drei ineinander verschlungenen Halbmonde, die Embleme von Heinrich II. Die kleinen Adler (Alérions) gehören zum Wappen der Familie Montmorency. Die vier Figuren stellen die Evangelisten Matthäus, Lukas, Markus und Johannes dar. In den beiden unteren Nischen stehen eine Märtyrerin (links) und eine Madonna mit Kind (rechts).
- Im Mittelschiff befindet sich ein farbig gefasstes Holzkruzifix aus dem 14./15. Jahrhundert.
- Holzskulptur Maria mit Kind aus dem 13. Jahrhundert
- Steinskulptur Maria mit Kind aus dem 13./14. Jahrhundert
- Im südlichen Seitenschiff befindet sich die Bank des Kirchenvorstandes. Sie enthält eine Reliefplatte aus dem 16. Jahrhundert mit der Darstellung des Begräbnisses des Apostels Bartholomäus, die ursprünglich zur Balustrade der Orgelempore gehörte.

## Orgel
Der Orgelprospekt stammt aus der Mitte des 16. Jahrhunderts und wurde von dem Connétable Anne de Montmorency gestiftet. Die Balustrade der Orgelempore besteht aus 13 geschnitzten Reliefplatten aus dem 16. Jahrhundert, die ehemals Teil eines Lettners waren. Sie stellen Episoden aus dem Leben des Apostels Bartholomäus dar, vor allem seine Reise nach Indien. Das Orgelwerk wurde von dem Orgelbauer John Abbey im Jahre 1895 geschaffen. Das Instrument hat Register auf einem Manual und Pedal. Die Trakturen sind mechanisch.
| I Manualwerk C–f3 |          |     |
| 1.                | Bourdon  | 16′ |
| 2.                | Bourdon  | 8′  |
| 3.                | Flûte    | 8′  |
| 4.                | Gambe    | 8′  |
| 5.                | Prestant | 4′  |

| (Fortsetzung) |                 |    |
| 6.            | Doublette       | 2′ |
| 7.            | Plein Jeu III   |    |
| 8.            | Trompette (B/D) | 8′ |
| 9.            | Euphone (B)     | 8′ |
| 10.           | Hautbois (D)    | 8′ |

| Pedalwerk C–f1 |                   |     |
| 11.            | Soubasse (=Nr. 1) | 16′ |